# Schloss Reichstorf
Das abgegangene Schloss Reichstorf befand sich in Reichstorf, einem Ortsteil des niederbayerischen Marktes Eichendorf im Landkreis Dingolfing-Landau. Die Schlossanlage ist als Bodendenkmal mit der Aktennummer D-2-7343-0435 und der Beschreibung „untertägige Befunde des Mittelalters und der frühen Neuzeit im Bereich des abgegangenen befestigten Hofmarkschlosses in Reichstorf“ verzeichnet.

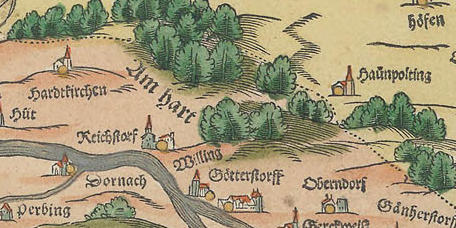
Reichstorf auf den Landtafeln von Bayern von Philipp Apian (1568)

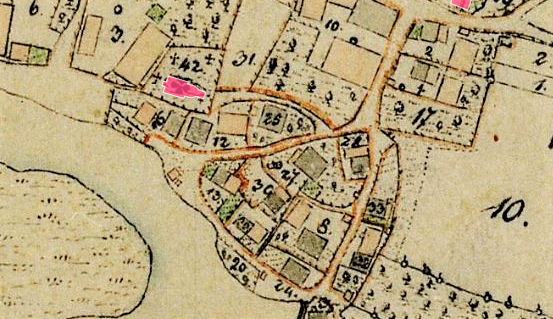
Lageplan von Schloss Reichstorf mit der Kirche Hl. Kreuzauffindung auf dem Urkataster von Bayern (1826)

## Baulichkeit
Auf den Bairischen Landtafeln von Philipp Apian von 1568 ist Reichstorf mit einer Kirche und einem danebenstehenden Gebäude mit einem leicht darüber ragenden Turm abgebildet. Diese heutige Filialkirche Hl. Kreuzauffindung war die ehemalige Schlosskapelle. Sie ist heute der letzte Rest des Schlosses und wird als Baudenkmal mit der Aktennummer D-2-79-113-75 und der Beschreibung „ehemalige Schlosskapelle, Saalkirche mit Westturm und eingezogenem Chor“ verzeichnet. Das Schloss war ein hakenförmiges zweigeschossiges Gebäude mit einem vorgebauten dreigeschossigen Turm vor dem längeren Bauteil. Das Obergeschoss war vermutlich aus Holz gebaut. Der Schlossbereich war von einem Graben und einer Mauer umgeben. Bereits Michael Wening spricht 1726 von Reichstorf: „Besteht in einer Hofmarch/und dabey habenden/doch von seiner Herrschaft unbewohnten Schloß. … Nach denen Grafen von Orttenburg seynd in dises Oerths Besiz gefolget die von Fräncking/vnnd stehet dermahlen vnder Herrn Heinrichs Hardlieb Grafen von und zu Alten-Fräncking“. Nach den Angaben in den „Kunstdenkmälern von Niederbayern, Band XIII“ ist das Schloss im 19. Jahrhundert gänzlich abgebrochen worden.

## Geschichte
Reichstorf wird vermutlich erstmals 1067 als „Richerstorf“ (= Dorf des Richers) urkundlich erwähnt. Die Richer werden um 1000 auch in Aldersbach genannt. Aber bereits Heinrich II. bestätigt dem Kloster Niederaltaich am 8. Februar 1004 Besitzungen in „Richerisdorf“. Als dieser ostfränkische König 1011/12 dem Bistum Bamberg Besitz in Niederbayern schenkt, wird darunter auch „Richerisdorf“ genannt. Bei einer Schenkung des Bischofs von Passau durch Bischof Altmann von Passau an das Kloster St. Nikola im Jahre 1072 wurden dem Kloster auch eine Mühle und der Widlhof in Richersdorf geschenkt. Im 12./13. Jahrhundert gehörte der Ort zur Herrschaft Harbach und kam dann an die Grafen von Hals. Nach dem Aussterben dieser Grafenfamilie 1375 kam die Gegend an die Grafen von Ortenburg. Diese gaben Reichstorf als Lehen an das Kloster Niederaltaich.
Um 1140 wird ein Hartmannus de Raistorf als Siegelzeuge erwähnt, danach ein Gottfried von Reisdorf und dessen Söhne Heinrich und Otto. Die Richer starben vermutlich aus, denn als nächste sind hier die von Hausen oder die Hausner. Deren Grablege befindet sich im Kloster Osterhofen. Am 10. Mai 1383 ist ein Bernhart der Hausner zu Reichstorf belegt und am 24. August 1437 ein Chonrad von Hausen zu Reythstorf. Ihm gehörte nur mehr die Hälfte des Schlossgrundes, die andere gehörte einem Martin Lengfelder. Das Geschlecht der Hausner starb aus, weil die Söhne der nächsten Generation, Chonrad und Wolfgang, den geistlichen Stand ergriffen. Wolfgang war Deutschordensritter († 2. Januar 1457); Chonrad war ab 1433 Domherr in Passau († 15. April 1483), auf seinem Epitaph im Dom zu Passau findet sich der Zusatz Ultimus huius nominis.
1438 wird Reichstorf zum ersten Mal als Sitz bezeichnet und 1528 als Sitz, Hofmark und Dorfgericht. Nach den Hausnern kommt das Rittergut Reichstorf um 1500 an Wilhelm und Johann von Aichberg. Johann Aichberg vererbte seinen Besitz an Ulrich von Ortenburg, dieser verkaufte ihn am 19. Oktober 1520 „seinen mit Graben und Mauern umfangenen Sitz Reichstorf, die Hofmark und das Dorfgericht daselbst mit Tafern, Schmiede, Bad, beiden Hofgebäuden und den Abgaben der in der Hofmark gelegenen Güter“ an Georg Schöllnacher, Bürgermeister von Passau, der zusammen mit seinem Schwager Johann Kadinger Besitzer von Reicherstorf wurde. Ab 1602 fiel Reichstorf durch Johann Khärdinger an Ott-Heinrich Freiherr von Fränking, der auch in Adldorf ansässig war. Ab 1722 bis 1821 wurden die Grafen von Tattenbach Inhaber von Reichstorf; sie nannten sich „Herren auf Adldorf, Reichstorf, Rohrbach, Eschlbach, Wannersdorf, Herblfing (heute ein Ortsteil von Wallerfing), Kirchdorf und Raffelsdorf (heute ein Ortsteil von Osterhofen)“. 1752 wird bei einer Landesbeschreibung Reichstorf als Ort mit 23 Anwesen und ohne Amtshaus beschrieben; das Schloss muss damals unter den Grafen von Fränking also schon abgekommen sein. Nach dem Tod des kinderlos gebliebenen kurbayerischen Ministers Graf Max Joseph von Tattenbach im Jahr 1802 erbte Graf Heinrich Christian Joseph Ignaz von Tattenbach, der Vertreter einer Nebenlinie, den Besitz in Adldorf und die Hofmarken Reichstorf und Wannersdorf. Auch dieser verstarb ohne Erben († 1821) und deshalb kam sein Besitz an seinen Vetter Graf Maximilian von Arco-Valley († 1875).